# Fontem
Fontem ist eine Gemeinde (französisch: Arrondissement) im Département Lebialem der Region Sud-Ouest in Kamerun.
Die Gemeinde liegt am westlichen Ausläufer der Bamenda-Berge, das den westlichen Rand des Manengubahochlandes bildet, in 902 m Meereshöhe in einem steilwandigen Talkessel, dessen Wände 1500 bis 2000 m Höhe erreichen. Der Fluss Bago, der das Tal nach Westen entwässert, vereint sich mit dem von Süden  kommenden Fi zum Kreuzfluß. Der Talboden wird noch von Urwald bedeckt, dann folgt ein Ölpalmengürtel und die höhern Hänge tragen Graswuchs. Der Fontemkessel ist eventuell durch einen vulkanischen Einbruch entstanden, worauf das Vorkommen der vulkanischen Eruptivgesteine hinweist.

## In der deutschen Kolonialzeit
In der deutschen Kolonialzeit waren die Bewohner des Tales die Bangwa, eine Untergruppe der Bamileke. Schon zu dieser Zeit beherrschte der Ort durch seine Lage den Talkessel und den Aufstieg auf das Hochland. Eine Handelsstraße verlief von Dschang über Fango Tunga nach Fontem und gabelte sich dort nach Westen und Süden. Fontem gehörte zum Bezirk Dschang.
In der kleinen Siedlung Fontem (in der deutschen Kolonialzeit auch: Fontemdorf) befand sich eine Faktorei der Gesellschaft Nordwest-Kamerun.

## Bevölkerung
2005 hatte die Gemeinde Fontem 39607 Einwohner, die gleichnamige Nachbarschaft (französisch: Quartier) hatte 32683 Einwohner.
Die Nachbarschaft besteht aus den folgenden Siedlungen:
- Essoh Attah
- Lebang
- Fotabong III